# Saussurembia calypso
Saussurembia calypso is een insectensoort uit de familie Anisembiidae, die tot de orde webspinners (Embioptera) behoort. De soort komt voor in Trinidad en Tobago.
Saussurembia calypso is voor het eerst wetenschappelijk beschreven door Edgerly, Szumik & McCreedy in 2007.